# Montaña de Azufre
Montaña de Azufre este o arie protejată (arie specială de conservare — SAC, sit de importanță comunitară — SCI) din Spania întinsă pe o suprafață de 75,8 ha, integral pe uscat.

## Localizare
Centrul sitului Montaña de Azufre este situat la coordonatele 28°33′41″N 17°46′18″W / 28.5613°N 17.7718°V.

## Înființare
Situl Montaña de Azufre a fost declarat sit de importanță comunitară în octombrie 1999 pentru a proteja un număr necunoscut de specii din flora spontană și fauna sălbatică aflate în arealul zonei. Situl a fost protejat și ca arie specială de conservare în ianuarie 2010.

## Biodiversitate
Situată în ecoregiunea , aria protejată conține 2 habitate naturale: Faleze cu floră endemică de pe coastele macaroneziene, Tufărișuri termo-mediteraneene și de pre-deșert.
La baza desemnării sitului se află un număr nedeclarat de specii protejate.